# Johann Schönsperger

Illustration aus Cato cum glossa et moralisatione, 1497 verlegt von Johann Schönsperger dem Älteren

Johann Schönsperger d. Ä. (* um 1455 in Augsburg; † vor 25. Februar 1521 ebenda) war Buchdrucker und Händlerverleger (Buchführer).

## Leben
Schönsperger richtete 1481 zusammen mit dem Goldschmied Thomas Rüger († 1483) eine Druckerei ein und arbeitete eng mit seinem Stiefvater Johann Bämler († 1503) zusammen. Das Unternehmen konnte zusammen mit anderen Augsburger Druckern in der Zeit zwischen 1480 und 1500 den Buchmarkt für deutsche Literatur in Augsburg beherrschen. 1507 ging Schönsperger Teilkonkurs und erholte sich finanziell nicht mehr. Im Jahr 1508 wurde er vermutlich auf Vermittlung Konrad Peutingers zum geheimen Drucker Kaiser Maximilians I. Er druckte für den Kaiser den „Theuerdank“ und das Gebetbuch für den St.-Georgs-Orden. Die für die beiden Projekte entworfenen Typen sind Marksteine in der Entwicklung der Fraktur.
Berühmt wurden auch seine Bibeln (Schönsperger-Bibeln) von 1487 und 1490 (vgl. den Artikel Vorlutherische deutsche Bibeln). 1497 erschien in Schönspergers Druckerei in Augsburg der sogenannte „Kleine Schedel“, eine gekürzte Ausgabe der Schedelschen Weltchronik. Da dieser Raubdruck auf schlechterem Papier gedruckt war, ist die Augsburger Ausgabe heute noch seltener als das Nürnberger Original.
Johann Schönsperger war Vater von Johann Schönsperger dem Jüngeren (geboren um 1480).

## Druckwerke
- Johann Wonnecke von Kaub: Gart der Gesundheit. 22. August 1485 Augsburg (Nachdruck der zur Frühjahrsmesse in Frankfurt vorliegenden, von Peter Schöffer in Mainz gedruckten Ausgabe vom 28. März 1485), von Schönsperger noch mindestens siebenmal nachgedruckt.[2]
  - Garten der Gesundheit von 1487, als Reprint: Europäischer Hochschulverlag, ISBN 978-3-86741-169-1
- Eleonore <Österreich, Erzherzogin>: Pontus und Sidonia. Augsburg 1498 (Online [abgerufen am 20. Juli 2017] Inkunabel, Bayerischen Staatsbibliothek München, BSB-Ink E-48 - GW 12722).
- Bayerisches Landrechtsbuch. Erste Ausgabe. Augsburg 1484.[3][4]